# Gold (album, The Velvet Underground)
Gold je kompilační dvojalbum skupiny The Velvet Underground. Album vyšlo 14. června 2005 u Polydor Records. Album obsahuje, mimo skladby Velvet Underground, také dvě sólové skladby Nico. V roce 2006 vyšla reedice alba s názvem The Velvet Underground Story.

## Seznam skladeb
| Disk 1 | Disk 1                   | Disk 1                       | Disk 1                        | Disk 1 |
| Pořadí | Název                    | Autor                        | Původní album                 | Délka  |
| ------ | ------------------------ | ---------------------------- | ----------------------------- | ------ |
| 1.     | I'm Waiting for the Man  | Reed                         | The Velvet Underground & Nico |        |
| 2.     | Femme Fatale             | Reed                         | The Velvet Underground & Nico |        |
| 3.     | Venus in Furs            | Reed                         | The Velvet Underground & Nico |        |
| 4.     | Run Run Run              | Reed                         | The Velvet Underground & Nico |        |
| 5.     | All Tomorrow's Parties   | Reed                         | The Velvet Underground & Nico |        |
| 6.     | Heroin                   | Reed                         | The Velvet Underground & Nico |        |
| 7.     | There She Goes Again     | Reed                         | The Velvet Underground & Nico |        |
| 8.     | I'll Be Your Mirror      | Reed                         | The Velvet Underground & Nico |        |
| 9.     | Sunday Morning           | Reed, Cale                   | The Velvet Underground & Nico |        |
| 10.    | Chelsea Girls            | Reed, Morrison               | Chelsea Girl                  |        |
| 11.    | It Was a Pleasure Then   | Reed, Cale, Nico             | Chelsea Girl                  |        |
| 12.    | White Light/White Heat   | Reed                         | White Light/White Heat        |        |
| 13.    | I Heard Her Call My Name | Reed                         | White Light/White Heat        |        |
| 14.    | Sister Ray               | Reed, Cale, Morrison, Tucker | White Light/White Heat        |        |

| Disk 2 | Disk 2                                                      | Disk 2                              | Disk 2                            | Disk 2 |
| Pořadí | Název                                                       | Autor                               | Původní album                     | Délka  |
| ------ | ----------------------------------------------------------- | ----------------------------------- | --------------------------------- | ------ |
| 1.     | Temptation Inside Your Heart (alternativní; originální mix) | Reed                                | klasická verze na VU              |        |
| 2.     | Stephanie Says (alternativní; originální mix)               | Reed                                | klasická verze na VU              |        |
| 3.     | Hey Mr. Rain (první verze)                                  | Reed, Cale, Morrison, Tucker        | Another View                      |        |
| 4.     | Candy Says                                                  | Reed                                | The Velvet Underground            |        |
| 5.     | What Goes On                                                | Reed                                | The Velvet Underground            |        |
| 6.     | Some Kinda Love                                             | Reed                                | The Velvet Underground            |        |
| 7.     | Pale Blue Eyes                                              | Reed                                | 'The Velvet Underground           |        |
| 8.     | Beginning to See the Light                                  | Reed                                | 'The Velvet Underground           |        |
| 9.     | Foggy Notion                                                | Reed, Morrison, Yule, Tucker, Weiss | VU                                |        |
| 10.    | I Can't Stand It                                            | Reed                                | VU                                |        |
| 11.    | One of These Days                                           | Reed                                | VU                                |        |
| 12.    | Lisa Says                                                   | Reed                                | VU                                |        |
| 13.    | New Age (live)                                              | Reed                                | 1969: The Velvet Underground Live |        |
| 14.    | Rock & Roll (live)                                          | Reed                                | 1969: The Velvet Underground Live |        |
| 15.    | Ocean (live)                                                | Reed                                | 1969: The Velvet Underground Live |        |
| 16.    | Sweet Jane (live)                                           | Reed                                | 1969: The Velvet Underground Live |        |

## Obsazení

### Hudebníci
- Lou Reed – zpěv, kytara, piáno
- Sterling Morrison – kytara, basová kytara, doprovodný zpěv
- John Cale – viola, basová kytara, klávesy, celesta
- Maureen Tuckerová – perkuse
- Doug Yule – basová kytara, kytara, klávesy, zpěv, doprovodný zpěv
- Nico – zpěv, doprovodný zpěv

### Technická podpora
- Andy Warhol – producent
- Tom Wilson – producent
- The Velvet Underground – producenti
- Gary Kellgren – zvukový inženýr